# Into the Slave Nebula
Slavers of Space (1960) (revizuit și republicat în 1968 sub titlul  Into the Slave Nebula) este un roman science fiction al scriitorului britanic John Brunner. Slavers of Space a fost publicat pentru prima oară în Statele Unite de către Ace Books în numărul Ace Double #D-421 în februarie 1960, împreună cu Dr. Futurity de Philip K. Dick.  Into the Slave Nebula a fost publicat de Lancer Books în octombrie 1968.

## Prezentare
Era timpul carnavalului pe Pământ. Prosperitatea a atins cele mai înalte cote, știința a triumfat asupra mediului; toate nevoile umane sunt împlinite de computere, roboți și de androizi. Nu a mai rămas nimic de făcut pentru oameni decât să se se bucure, de ei înșiși... să caute plăcere acolo unde au găsit-o, fără inhibiții și fără să se gândească la preț. Un android moare într-o crimă fără sens, brutală. Și tânărul Derry Horn a fost șocat de plictiseala și înstrăinarea sa. Viața sa ușoară nu l-a pregătit pentru o misiune fantastică și periculoasă către stelele primitive, dar acum, în cele din urmă, are un motiv de a trăi. Acesta găsește un motiv să lupte contra sistemului după ce este făcut prizonier de sclavi nemiloși și descoperă adevărul șocant despre ceea ce erau într-adevăr androizii și de unde proveneau...